# Eudald Calvo i Català
Eudald Calvo i Català (Argentona, 17 de gener de 1986) és un polític català, que fou alcalde d'Argentona entre 2015 i 2020.
El 2010, feia de portaveu de la secció territorial de l'organització Maulets al Maresme i formava part del Sindicat d'Estudiants dels Països Catalans. En la legislatura 2011-2015 va ser regidor a l'Ajuntament d'Argentona i conseller al Consell Comarcal del Maresme per la CUP. A més, va ser vicepresident segon de l'Associació de Municipis per la Independència. A la legislatura 2015-2019, va ser escollit alcalde d'Argentona, ja que la CUP va ser la segona força més votada amb 1.023 vots. La primera força va ser Tots per Argentona amb 1517 vots. Calvo va ser investit gràcies als vots d'ERC, PSC i ICV.
A les eleccions de 2019 es va presentar com a cap de llista de la candidatura Unitat, que comptava amb el suport de les seccions locals de la CUP, ERC i Comuns; així com de l'ANC i del CDR del municipi. La candidatura va obtenir 2.560 vots i 8 regidors, tot esdevenint la primera força per davant de TXA, PSC, JXCAT i PP. Durant el ple d'investidura va aconseguir revalidar l'alcaldia gràcies a l'abstenció de JXCAT.
El 3 de març de 2020 presentà la seva dimissió com a alcalde havent reconegut les acusacions d'actituds masclistes aparegudes a les xarxes. El desembre de 2019 la CUP l'havia fet fora de l'organització després que no deixés el càrrec d'alcalde havent rebut abans la comissió de feminisme de la CUP denúncia d'un cas diferent d'actituds masclistes. Així entre desembre de 2019 i la seva dimissió el març de 2020 va ocupar l'alcaldia d'Argentona com a independent continuant la pertinença a Unitat Argentona per la República, juntament a CUP, ERC, Comuns, ANC i CDR. El març de 2020 també va plegar del partit independentista i socialista Poble Lliure.
El juny de 2022 Eudald Calvo anuncia que es torna a presentar a les eleccions municipals, a les llistes de Junts, amb l'expectativa de tornar a l'alcaldia.
El novembre de 2022 se celebra el judici per la seva participació com a Alcalde d'Argentona en el referèndum sobre la independència de Catalunya de l'1 d'octubre. El jutjat de Mataró el condemna per desobediència a 6 mesos d'inhabilitació i 5.000 euros de multa.
Després de crear la llista, presentar la candidatura públicament i fer diversos actes precampanya, la Junta Electoral de Zona de Mataró declara inelegible Eudald Calvo a causa de la seva inhabilitació, fruit de la sentència referent al referèndum d'independència de l'1 d'octubre.